# Presidentvalet i USA 1912
Presidentvalet i USA 1912 ägde rum den 5 november 1912 och stod mellan den sittande republikanske presidenten William Howard Taft, demokraternas utmanare Woodrow Wilson samt tredjepartskandidaten Theodore Roosevelt, tidigare president 1901–1909. Valet var det senaste med tre (tidigare, sittande eller sedermera) presidenter i kamp med varandra och det första sedan de första 48 staterna (samtliga utom Alaska och Hawaii) upptagits i unionen.
Valet blev efter en upprivande kamp om vem som skulle bli republikanernas presidentkandidat en seger för demokraten Wilson, som vann valet med 41,8 % av rösterna mot Roosevelts 27,4 % och Tafts 23,2 %. Sammanlagt fick det republikanska partiet och det progressiva utbrytarpartiet alltså en majoritet av rösterna med 50,6 % av rösterna, men ensam vann Wilson flest röster i klar majoritet av delstaterna och erhöll 435 av 531 elektorsröster. Valet var det senaste i amerikansk historia där en tredjepartskandidat (varken demokrat eller republikan) kom på andra plats och den enda gång republikanernas (officiella) kandidat kom på tredje plats. Senaste gången en kandidat från ett tredje parti vann (frånräknat Abraham Lincolns kortlivade National Union Party) var Whigpartiets Zachary Taylor 1848.
Det amerikanska Socialistpartiet under Eugene Debs vann även ett rekordstöd med ungefär sex procent av rösterna.

## Demokraternas nominering
Anmälda kandidater:
- Simeon Eben Baldwin, guvernör i Connecticut
- William Jennings Bryan, presidentkandidat i valet 1908, tidigare även 1896 och 1900
- Champ Clark, talman i USA:s representanthus
- Eugene Foss, guvernör i Massachusetts
- Judson Harmon, guvernör i Ohio
- William Jay Gaynor, New Yorks borgmästare
- Ollie M. James, kongressledamot från Kentucky
- John W. Kern, senator från Indiana och vicepresidentkandidat i valet 1908
- J. Hamilton Lewis, tidigare kongressledamot från Illinois
- Thomas R. Marshall, guvernör i Indiana
- William Sulzer, kongressledamot från New York
- Oscar Underwood, majoritetsledare i USA:s representanthus
- Woodrow Wilson, guvernör i New Jersey

Demokraternas konvent
Woodrow Wilson blev vald till demokraternas presidentkandidat. Thomas R. Marshall valdes till vicepresidentkandidat.

## Republikanernas nominering
Anmälda kandidater
- Robert M. La Follette, senator från Wisconsin
- Theodore Roosevelt, president 1901–1909, från New York
- William Howard Taft

Republikanernas konvent
Det republikanska partiet, som tidigare vunnit samtliga utom två val sedan 1856, såg allmänt den sittande presidenten Taft som sin kandidat. Bakom denne stod emellertid ett splittrat parti, vars progressiva falang stödde Theodore , som tidigare lovat att inte kandidera för en tredje period i valet 1908 i syfte att inte provocera väljarna. När denne efter en konflikt med Taft valde att kandidera för 1912 års val utbröt en strid inom detta, där  anklagades för att inte följa den tradition landets förste president Washington grundlagt. 
Med större delen av partiet bakom sig valdes Taft till republikansk kandidat och sågs allmänt som favorit.  ledde en utbrytarfalang, det progressiva "Bull Moose"-partiet. Splittringen ledde till demokraternas tredje seger sedan 72 år tillbaka. Taft slutade som trea, vilket var det republikanska partiets sämsta resultat sedan partiet allmänt nådde nationell berömmelse med Abraham Lincolns historiska valseger 1860, en seger som grundat sig i det då förhärskande demokratiska partiets splittring.
Vicepresident James S. Sherman blev under konventet återigen vald till Tafts vicepresidentkandidat, men dog av sjukdom den 30 oktober samma år. Nicholas M. Butler valdes till vicepresident kandidat i hans ställe.

## Progressiva partiet
Anmälda kandidater
- Theodore Roosevelt, USA:s president 1901–1909, tidigare republikan

Theodore Roosevelt valdes enhälligt av konventet till det progressiva partiets kandidat och valde Hiram Johnson, republikansk guvernör i Kalifornien till sin vicepresidentkandidat. 
Valet uppmärksammades även sedan Roosevelt efter brytningen skjutits under valkampanjen på en bar i Milwaukee, Wisconsin. Han överlevde attentatet och höll sitt tal några minuter försenad med blodstänkt skjorta och den tillagda kommentaren "Jag vet inte om ni uppmärksammade att jag just blev skjuten, men jag försäkrar er om att det krävs mycket mer än så för att döda en älgtjur" (Bull Moose, därav benämningen Bull Moose Party på Roosevelts anhängare).

## Socialistpartiet
Anmälda kandidater
- Eugene Debs, tidigare socialistisk presidentkandidat 1904 och 1908
- Emil Seidel, Milwaukees borgmästare 1910–1912
- Charles Edward Russell, journalist och aktivist

Socialisternas konvent
Eugene Debs valdes av konventet med en majoritet av rösterna. På andra plats kom Milwaukees före detta borgmästare Emil Seidel, som blev partiets vicepresidentkandidat. På tredje plats kom journalisten och aktivisten Charles Edward Russle.

## Resultat
| Presidentkandidat   | Partitillhörighet          | Hemdelstat | Röster     | Röster | Elektorsröster | Medkandidat            | Hemdelstat  |
| Presidentkandidat   | Partitillhörighet          | Hemdelstat | Antal      | Andel  | Elektorsröster | Medkandidat            | Hemdelstat  |
| ------------------- | -------------------------- | ---------- | ---------- | ------ | -------------- | ---------------------- | ----------- |
| Woodrow Wilson      | Demokrat                   | New Jersey | 6 296 284  | 41,8 % | 435            | Thomas R. Marshall     | Indiana     |
| Theodore Roosevelt  | Progressiv                 | New York   | 4 122 721  | 27,4 % | 88             | Hiram Johnson          | Kalifornien |
| William Howard Taft | Republikan                 | Ohio       | 3 486 242  | 23,2 % | 8              | Nicholas Murray Butler | New York    |
| Eugene Debs         | Socialist Party of America | Indiana    | 901 551    | 6,0 %  | 0              | Emil Seidel            | Wisconsin   |
| Totalt              | Totalt                     | Totalt     | 15 048 834 | 100 %  | 531            |                        |             |